# Herpetogramma abdominalis
Herpetogramma abdominalis es una especie de polilla del género Herpetogramma, categorizada en la tribu Herpetogrammatini, de la subfamilia Spilomelinae. Fue descrita por Philipp Christoph Zeller en 1872.

## Descripción
La envergadura es de 22-35 mm.

## Distribución
Se distribuye por América del Norte: Estados Unidos y Canadá.